# Stieglbrauerei zu Salzburg
Stieglbrauerei zu Salzburg GmbH er et østrigsk bryggeri i Salzburg, der blev etableret i 1492 som Brew am Stiegl (eller Brew bei der Stiegen auf der Gstetten). Navnet fik bryghuset af den stiegl (trappe) der første fra bryghuset til Almkanalen. Bryggeriet Stiegl fik med tiden vokseværk, og flyttede i 1863 produktionen til forstaden Maxglan. Det gamle bryghus blev i 1909 solgt til byen.
I dag er Stieglbryggeriet det største af sin slags i privat eje i Østrig og fremstillede i 2008 omtrent 980.000 hektoliter øl. De vigtigste salgsområder for bryggeriet er Salzburg, Oberösterreich ogTyrol. Stiegl har en markedsandel i Østrig på cirka 11 procent.